# Looking Glass Studios
Looking Glass Studios fue una empresa de videojuegos en la década de los 90.
La compañía nació originalmente como Looking Glass Technologies, siendo la unión de Blue Sky Productions y Lerner Research.
Sus juegos fueron elogiados por demostrar innovaciones en la jugabilidad, inventar simulaciones físicas, y presentar argumentos interesantes y trabajados. Sin embargo, muchos de sus títulos, a pesar de contar con el beneplácito de la crítica, obtuvieron discretas ventas en comparación con sus rivales de la época.
Sus sagas más conocidas son Ultima Underworld, System Shock y Thief. En 1997, la compañía se unió con Intermetrics, Inc para convertirse en Intermetrics Entertainment Software, LLC. Intermetrics, a su vez, pasó a llamarse AverStar tras hacerse con Pacer Infotech en febrero de 1998. En marzo de 1999, Intermetrics desinvirtió Looking Glass Studios Inc. La compañía finalizó su actividad el 24 de mayo del 2000 durante una crisis financiera relacionada con su editor en aquella época, Eidos Interactive.
Inicialmente ubicada en Lexington, Massachusetts, en 1994 la compañía se trasladó a Cambridge. Un elevado número de los empleados procedían del MIT. Looking Glass poseía también estudios satélites en Austin, TX y en Redmond, Washington.

## Empleados
Tras la desaparición del estudio, sus antiguos empleados obtuvieron empleos en Ion Storm, Irrational Games, Harmonix, Mad Doc Software, Arkane Studios, Valve, Floodgate Entertainment y Digital Eel entre otras empresas. Ion Storm Austin publicó Thief: Deadly Shadows, el tercer título de la saga Thief. Arkane Studios desarrolló Arx Fatalis, un juego de mazmorras con grandes similitudes con la saga de culto de Looking Glass Ultima Underworld, y Dark Messiah of Might and Magic, codiseñada por Floodgate. Exempleados de Looking Glass han participado en la creación de títulos como Deus Ex, Guitar Hero, Half-Life 2, Freedom Force, The Elder Scrolls IV: Oblivion, Fallout 3, BioShock, Empire Earth II y Star Trek: Armada II.
Las siguientes personas (entre otras) trabajaron en proyectos con Looking Glass Studios:
| - Sean Barrett - Seamus Blackley - Eric Brosius - Terri Brosius - Wes Carroll - Rich Carlson - Dr. Cat - Jon Chey | - Doug Church - Michael Dornbrook - Austin Grossman - Iikka Keränen - Marc LeBlanc - Ken Levine - Greg LoPiccolo - Art Min | - Paul Neurath - Emil Pagliarulo - Michael Ryan - Dan Schmidt - Harvey Smith - Randy Smith - Warren Spector - Tim Stellmach | - Allen Varney - Sara Verrilli - Mike Kulas - Nathaniel Thurston - Matt Toschlog |

## Lista de juegos
- F-22 Interceptor para Sega Mega Drive/Genesis (1991)
- Ultima Underworld: The Stygian Abyss (1992)
- Car and Driver (1992)
- John Madden Football '93 para Sega Mega Drive/Genesis (1992)
- Ultima Underworld II: Labyrinth of Worlds (1993)
- System Shock (1994)
- Flight Unlimited (1995)
- Terra Nova: Strike Force Centauri (1996)
- British Open Championship Golf (1997)
- Flight Unlimited II (1997)
- Thief: The Dark Project (1998)
- Thief Gold (1999)
- Command & Conquer para Nintendo 64 (1999)
- System Shock 2 (1999) (con Irrational Games)
- Flight Unlimited III (1999)
- Destruction Derby 64 para Nintendo 64 (1999)
- Thief II: The Metal Age (2000)
- Deep Cover (cancelled) (con Irrational Games)
- Mini Racers para Nintendo 64 (cancelado)
- Thief II: Gold (cancelado)
- Flight Combat: Thunder Over Europe (en desarrollo en el momento del cese de actividad de la empresa)
- Thief: Deadly Shadows (en desarrollo en el momento del cese de actividad de la empresa)